# Tobias Wolf (Schauspieler)
Tobias Wolf (* 17. Juni 1987 in Stuttgart) ist ein deutscher Musiker und ehemaliger Kinderdarsteller.

## Leben
Tobias Wolf wuchs in Stuttgart-Bad Cannstatt  gemeinsam mit seinen beiden jüngeren Schwestern auf. Er machte 2007 sein Abitur am Elly-Heuss-Knapp-Gymnasium in Bad Cannstatt. Nach dem Abitur zog er nach Freiburg im Breisgau und begann dort ein Lehramtsstudium an der Pädagogischen Hochschule Freiburg. Das Studium schloss er erfolgreich mit dem Staatsexamen ab. Derzeit absolviert er ein Studium der Sozialen Arbeit (Fachrichtung Justiz) als Zweitstudium an der Dualen Hochschule Baden-Württemberg in Stuttgart, welches er im Oktober 2015 begann.

## Künstlerisches Schaffen
Seine schauspielerische Karriere begann bereits im Jugendalter. Von 2000 bis 2004 spielte er unter anderem an der Seite seiner jüngeren Schwester Katja Wolf (ab Folge 97) und Franz Dinda in der Fernsehserie fabrixx in 220 Folgen die Rolle des Mike Kusterer.
Am 1. Mai 2012 gründete er während seines Lehramtsstudiums in Freiburg im Breisgau die deutschsprachige Pop/Rock Band Audiovoyeur, in welcher er Schlagzeug spielt und singt. Neben einzelnen Liedern arbeitet die Band momentan an einem Studioalbum. Innerhalb der Band trägt er den Künstlernamen "Dr. Wolle".

## Filmografie (Auswahl)
- 2000–2004: fabrixx (in 220 Folgen)
- 2005: Ein Fall für B.A.R.Z. Folge Klamottentiger